# 대한민국 교육부

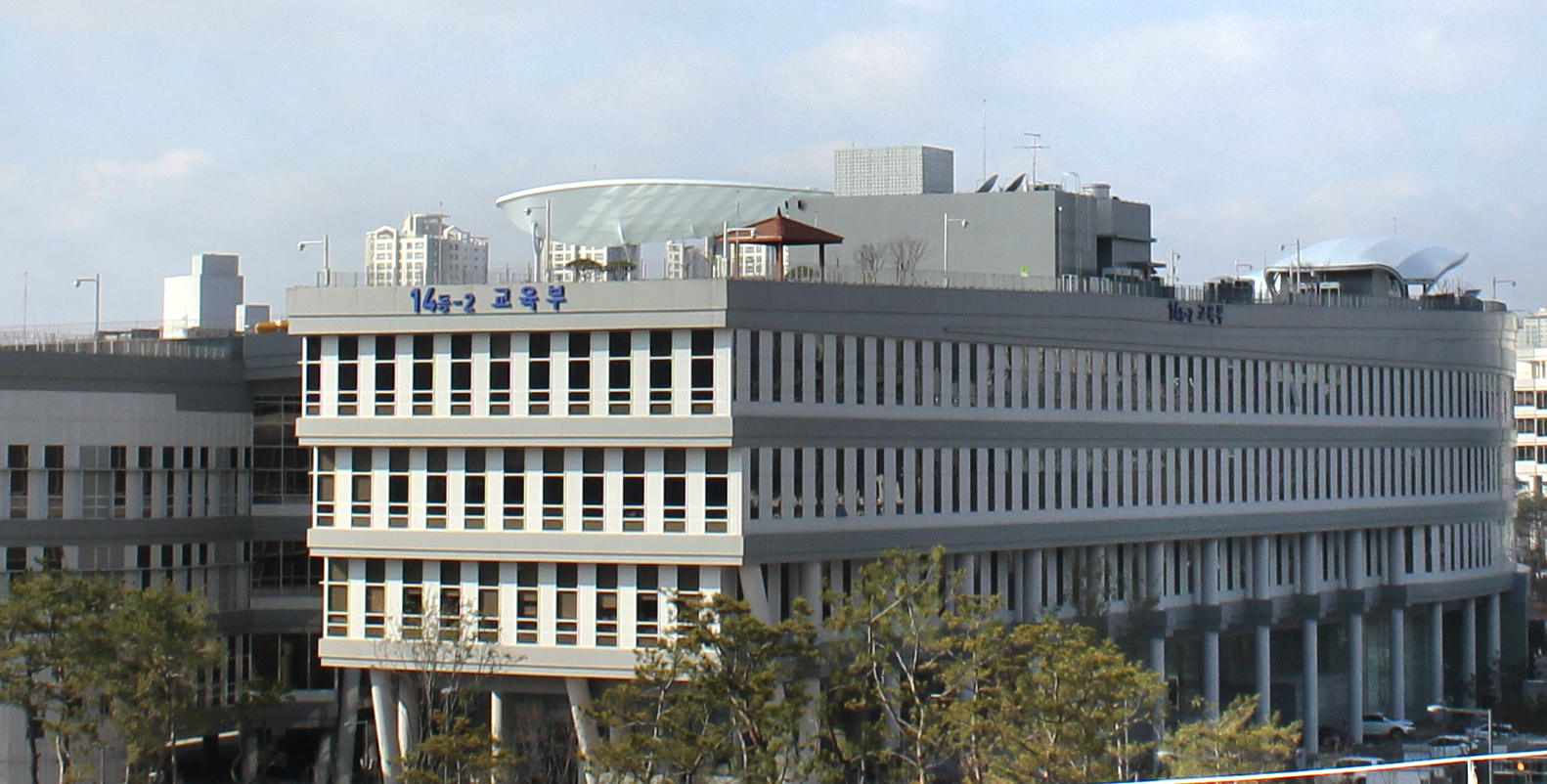
교육부 청사

교육부(敎育部)는 인적자원개발정책, 학교교육·평생교육, 학술에 관한 사무를 관장하는 대한민국의 중앙행정기관이다. 장관은 부총리급 국무위원으로, 차관은 정무직공무원으로 보한다.

## 소관 사무
- 교육·사회·문화 분야 정책의 총괄·조정에 관한 사무
- 인적자원개발정책에 관한 사무
- 학교교육·평생교육 및 학술에 관한 사무

## 연혁
- 1948년 7월 17일: 문교부를 설치.[4]
- 1990년 12월 27일: 교육부로 개편.[5]
- 2001년 1월 29일: 교육인적자원부로 개편.[6]
- 2008년 2월 29일: 과학기술부와 통합하여 교육과학기술부를 설치. 산업자원부로부터 산업기술인력 양성에 관한 사무를 이관받음.[7]
- 2013년 3월 23일: 교육부와 미래창조과학부로 분리.[8]
- 2013년 12월 23일: 정부세종청사로 이전.[9]

### 역대 로고

1999년부터 2001년까지 사용된 교육부 로고
2013년부터 2016년까지 사용된 교육부 로고

## 조직
| 실·국              | 정책관·심의관실      | 담당관실·과                                                                                                |
| 장관 산하 하부조직 | 장관 산하 하부조직   | 장관 산하 하부조직                                                                                         |
| ------------------ | -------------------- | --- |
| 대변인실           | 대변인실             | 홍보담당관실ㆍ디지털소통팀                                                                                 |
| 장관정책보좌관실   |                      | |
| 차관 산하 하부조직 |                      | |
| 차관보             |                      | |
| 기획조정실         | 정책기획관실         | 기획담당관실ㆍ예산담당관실ㆍ혁신행정담당관실ㆍ규제개혁법무담당관실ㆍ양성평등정책담당관실ㆍ비상안전담당관실 |
| 기획조정실         | 글로벌교육기획관실   | 글로벌교육정책담당관실ㆍ교육국제화담당관실ㆍ재외교육지원담당관실                                           |
| 사회정책협력관실   | 사회정책협력관실     | 사회정책총괄담당관실ㆍ사회정책조사분석팀                                                                   |
| 디지털교육기획관실 | 디지털교육기획관실   | 디지털교육전환담당관실ㆍ디지털인프라담당관실ㆍ교육데이터담당관실                                           |
| 감사관실           | 감사관실             | 감사총괄담당관실ㆍ반부패청렴담당관실ㆍ사학감사담당관실                                                     |
|                    |                      | 운영지원과                                                                                                 |
| 인재정책실         | 인재정책기획관실     | 인재양성정책과ㆍ인재양성지원과ㆍ학술연구정책과ㆍ인재선발제도과                                             |
| 인재정책실         | 지역인재정책관실     | 지역인재정책과ㆍ지역혁신대학지원과ㆍ산학협력취창업지원과ㆍ청년장학지원과                                   |
| 인재정책실         | 평생직업교육정책관실 | 평생직업교육기획과ㆍ평생학습지원과ㆍ중등직업교육정책과ㆍ고등직업교육정책과                                 |
| 책임교육정책실     | 책임교육정책관실     | 학교교수학습혁신과ㆍ교육콘텐츠정책과ㆍ기초학력진로교육과                                                   |
| 책임교육정책실     | 책임교육지원관실     | 교원정책과ㆍ교원양성연수과ㆍ인성체육예술교육과ㆍ학교생활문화과ㆍ학생건강정책과                             |
| 책임교육정책실     | 교육복지돌봄지원관실 | 교육복지정책과ㆍ유아교육정책과ㆍ방과후돌봄정책과ㆍ특수교육정책과                                           |
| 대학규제혁신국     | 대학규제혁신국       | 대학규제혁신총괄과ㆍ대학재정과ㆍ대학운영지원과ㆍ대학경영지원과                                             |
| 교육자치협력안전국 | 교육자치협력안전국   | 교육자치협력과ㆍ지방교육재정과ㆍ교육안전정책과ㆍ교육시설과                                                 |

### 소속기관
- 장관의 관장 사무를 지원하는 기관
  - 국사편찬위원회, 국립특수교육원, 중앙교육연수원
- 교원소청심사위원회
- 장관의 관장 사무를 지원하는 책임운영기관
  - 국립국제교육원

### 소속 위원회

#### 행정위원회
| 위원회명           | 주관부처 | 설치근거                                                | 비고 |
| ------------------ | -------- | ------------------------------------------------------- | ---- |
| 교원소청심사위원회 | 교육부   | 교원지위향상을 위한 특별법 제7조                        |      |
| 국사편찬위원회     | 교육부   | 사료의 수집ㆍ편찬 및 한국사의 보급 등에 관한 법률 제4조 |      |

#### 자문위원회
| 위원회명                        | 주관부처 | 설치근거                                                                          | 비고 |
| ------------------------------- | -------- | --------------------------------------------------------------------------------- | ---- |
| 교과용도서심의회                | 교육부   | 교과용도서에 관한 규정 제18조                                                     |      |
| 교원양성대학교발전위원회        | 교육부   | 고등교육법 시행령 제56조의2                                                       |      |
| 교육과정심의회                  | 교육부   | 교육과정심의회 규정 제1조                                                         |      |
| 교육관련기관정보공시운영위원회  | 교육부   | 교육과련기관의정보공개에 관한 특례법 시행령 제8조                                 |      |
| 교육국제화특구위원회            | 교육부   | 교육국제화특구의 지정운영 및 육성에 관한 특별법 제7조                             |      |
| 남녀평등교육심의회              | 교육부   | 교육기본법17조의2                                                                 |      |
| 대학교원임용양성평등위원회      | 교육부   | 교육공무원임용령 제6조의2                                                         |      |
| 대학설립심사위원회              | 교육부   | 대학설립운영규정 제3조                                                            |      |
| 법학교육위원회                  | 교육부   | 법학전문대학원설치‧운영에 관한 법률제10조(2007.7.27) 등                           |      |
| 사이버대학설립심사위원회        | 교육부   | 사이버대학설립운영규정 제4조                                                      |      |
| 사학분쟁조정위원회              | 교육부   | 사립학교법 제24조                                                                 |      |
| 외국교육기관설립.운영심사위원회 | 교육부   | 경제자유구역및제주국제자유도시의 외국교육기관설립∙운영에 관한 특별법 시행령 제4조 |      |
| 인정기관심의위원회              | 교육부   | 고등교육기관 평가ㆍ인증등에 관한 규정 제10조                                      |      |
| 자격정책심의회                  | 교육부   | 자격기본법 제8조                                                                  |      |
| 중앙교원지위향상심의회          | 교육부   | 교원지위향상을 위한 특별법 제13조                                                 |      |
| 중앙영재교육진흥위원회          | 교육부   | 영재교육진흥법 제4조                                                              |      |
| 중앙유아교육위원회              | 교육부   | 유아교육법 제5조                                                                  |      |
| 중앙특수교육운영위원회          | 교육부   | 장애인등에 대한 특수교육법 제10조                                                 |      |
| 평생교육진흥위원회              | 교육부   | 평생교육법 제10조                                                                 |      |
| 학교도서관진흥위원회            | 교육부   | 학교도서관진흥법 제8조                                                            |      |
| 학교운영정상화심의위원회        | 교육부   | 초·중등교육법 시행령 제105조의6                                                   |      |
| 학자금대출제도심의위원회        | 교육부   | 한국장학재단 설립 등에 관한 법률 제49조의3                                        |      |
| 한국사능력검정시험자문위원회    | 교육부   | 사료의 수집편찬 및 한국사의 보급에 관한 법률 시행령 제16조                        |      |
| 한국사정보화심의회              | 교육부   | 사료의 수집ㆍ편찬 및 한국사의 보급 등에 관한 법률 제19조                          |      |
| 학교체육진흥중앙위원회          | 교육부   | 학교체육진흥법 제16조                                                             |      |

## 정원
교육부에 두는 공무원의 정원은 다음과 같다.
| 총계      | 총계                                            | 647명 |
| --------- | ----------------------------------------------- | ----- |
| 정무직 계 | 정무직 계                                       | 2명   |
|           | 장관                                            | 1명   |
|           | 차관                                            | 1명   |
|           |                                                 |       |
| 별정직 계 | 별정직 계                                       | 5명   |
|           | 고위공무원단                                    | 1명   |
|           | 3급 상당 이하 5급 상당 이상                     | 1명   |
|           | 6급 상당 이하                                   | 3명   |
|           |                                                 |       |
| 특정직 계 | 특정직 계                                       | 86명  |
|           | 장학관 또는 고위공무원단에 속하는 일반직        | 2명   |
|           | 장학관·교육연구관 또는 3급 이하 5급 이상 일반직 | 30명  |
|           | 교육연구사                                      | 54명  |
|           |                                                 |       |
| 일반직 계 | 일반직 계                                       | 554명 |
|           | 고위공무원단                                    | 16명  |
|           | 3급 상당 이하 5급 이상                          | 297명 |
|           | 6급 이하                                        | 238명 |
|           | 전문경력관                                      | 3명   |

## 재정
총수입·총지출 기준 2023년 재정 규모는 다음과 같다.
| 구분                    | 세입예산             | 작년 대비 증감 |
| ----------------------- | -------------------- | -------------- |
| 일반회계                | 2,309억 5,000만 원   | +44.17%        |
| 국가균형발전특별회계    | 152억 4,400만 원     | -12.85%        |
| 사립학교교직원 연금기금 | 6조 457억 4,500만 원 | +1.03%         |
| 사학진흥기금            | 1,709억 6,200만 원   | +3.77%         |
|                         |                      |                |
| 합계                    | 6조 4,629억 100만 원 | +2.16%         |

| 구분                      | 구분                      | 구분                      | 세출예산                | 작년 대비 증감 |
| ------------------------- | ------------------------- | ------------------------- | ----------------------- | -------------- |
| 일반회계                  | 일반회계                  | 일반회계                  | 82조 7,251억 3,500만 원 | +5.09%         |
|                           | 유아 및 초중등교육        | 유아 및 초중등교육        | 77조 207억 9,900만 원   | +15.13%        |
|                           | 고등교육                  | 고등교육                  | 4조 8,958억 7,400만 원  | -55.55%        |
|                           | 평생·직업교육             | 평생·직업교육             | 5,015억 6,300만 원      | -8.28%         |
|                           | 교육일반                  | 교육일반                  | 1,495억 8,600만 원      | +10.11%        |
|                           | 기초생활보장              | 기초생활보장              | 1,573억 1,300만 원      | +28.77%        |
| 국가균형발전특별회계      | 국가균형발전특별회계      | 국가균형발전특별회계      | 4,211억 5,800만 원      | -66.7%         |
|                           | 유아 및 초중등교육        | 유아 및 초중등교육        | 4,211억 5,800만 원      | 순증           |
|                           | 고등교육                  | 고등교육                  | 0원                     | -100%          |
|                           | 평생·직업교육             | 평생·직업교육             | 0원                     | -100.0%        |
| 유아교육지원특별회계      | 유아교육지원특별회계      | 유아 및 초중등교육        | 3조 4,700억 3,700만 원  | -9.38%         |
| 고등·평생교육지원특별회계 | 고등·평생교육지원특별회계 | 고등·평생교육지원특별회계 | 9조 3,773억 100만 원    | 순증           |
|                           | 고등교육                  | 고등교육                  | 8조 4,381억 8,100만 원  | 순증           |
|                           | 평생·직업교육             | 평생·직업교육             | 9,391억 1,200만 원      | 순증           |
| 사립학교교직원 연금기금   | 사립학교교직원 연금기금   | 공적연금                  | 5조 8,248억 1,700만 원  | +3.93%         |
| 사학진흥기금              | 사학진흥기금              | 고등교육                  | 1,794억 4,000만 원      | -12.71%        |
|                           |                           |                           |                         |                |
| 합계                      | 합계                      | 합계                      | 89조 6,251억 1,100만 원 | +17.54%        |

## 사건·사고 및 논란

### 나향욱 정책기획관의 발언 논란
2016년 7월 7일 저녁 서울특별시 종로구의 한 식당에서 경향신문 정책사회부장, 교육부 출입기자, 교육부 대변인, 대외협력실 과장이 함께하는 자리에서 나향욱 교육부 정책기획관(당시 47세)이 영화 《내부자들》에 등장한 “어차피 대중들은 개·돼지입니다. 그 뭐하러 개·돼지들한테 신경을 쓰시고 그러십니까? 적당히 짖어대다가 알아서 조용해질 겁니다.”라는 배우 백윤식의 대사를 인용해서 “민중은 개·돼지와 같다”며 “(우리나라도) 신분제를 정했으면 좋겠다”고 말했다.
2016년 7월 8일 저녁 나향욱 정책기획관은 교육부 대변인과 함께 경향신문 편집국을 찾아와 “과음과 과로가 겹쳐 본의 아니게 표현이 거칠게 나간 것 같다. 실언을 했고, 사과드린다”고 말했다.
2016년 7월 11일 나향욱 정책기획관이 국회에 출석하여 기자들과 저녁 자리에서 민중은 개·돼지라는 영화 대사를 인용한 발언을 해 국민에게 상처를 주고 사회적 물의를 일으켰다며 국민들에게 사과하였다.
2016년 7월 12일 교육부가 정부서울청사에서 브리핑을 열고 “나향욱 전 정책기획관에 대하여 파면 조치하기로 결정했다”면서 “공무원으로서 부적절한 망언으로 국민들의 마음에 큰 상처를 남기고 전체 공무원의 품위를 크게 손상시켰다”라고 밝혔다. 이어 “현재까지 조사결과와 어제 열린 교육문화체육관광위원회에서 드러난 사실만으로도 어떤 상황이었건 공직자로서 해서는 안 될 잘못을 저질렀고, 국가공무원법상 품위 유지 의무를 심각하게 위반했다”면서 “최고 수위의 중징계가 필요하다고 판단했다”고 밝혔다. 이에 대해 LA타임스는 나향욱 전 정책기획관의 99% 발언은 밋 롬니가 2012년 미국 대통령 선거 공화당 후보 경선 레이스 과정에서 “미국인의 47%가 정부에 의존적”이라고 했다가 선거에서 실패한 사례를 상기시킨다고 전했다. 신문은 밋 롬니의 발언은 나향욱 전 교육부 정책기획관의 발언에 비하면 ‘상대적으로 부드러운 언급’이라고 평했다.
2016년 7월 13일 교육부가 "민중은 개·돼지다, 신분제를 공고화해야 한다"는 망언으로 국민적 공분을 산 나향욱 전 정책기획관에 대해 파면 방침을 정하고 인사혁신처 중앙징계위원회에 상신키로 했다.
2016년 7월 19일 오후 인사혁신처는 나향욱 전 정책기획관에 대한 교육부의 징계 의결 요구서 접수에 대해 중앙징계위원회를 열고 파면을 결정했다. 중앙징계위원회는 “공직사회 전반에 대한 국민의 신뢰를 실추시킨 점, 고위 공직자로서 지켜야 할 품위를 크게 손상시킨 점 등을 고려해 가장 무거운 징계 처분을 내리게 됐다”고 설명했다. 한편 교육부는 징계위에 2016년 7월 7일 경향신문 기자들과 저녁 식사에서 언쟁이 벌어진 이후 상황을 녹음한 음성 파일을 제출했다. 당시 경향신문 기자들과 나향욱 전 저액기획관 간에 한 차례 언쟁이 있은 후 식사 자리 후반부 대화 내용이다. 교육부 측은 이때 경향신문 기자가 휴대폰 녹음 기능을 틀자, 교육부 관계자도 대화 내용을 뒤늦게 녹음하기 시작했다고 징계위에서 밝힌 것으로 알려졌다. 식사자리 후반부를 녹음한 이 파일은 총 3분 15초 분량으로 녹취록에 따르면 개·돼지 발언에 대해 나향욱 전 정책기획관은 “그런 식으로 생각하실 거라고는 꿈에도 생각을 안 했어요”라며 “개·돼지라는 이야기는 왜 나왔냐 하면 (영화 ‘내부자들’에서) 어떤 언론인이 이야기한 내용을 그냥 인용한 거예요”라고 말했다. 파면이 되면 5년간 공무원 임용이 제한되고 퇴직금은 절반으로 깎인다. 공무원연금도 본인이 낸 것만 받을 수 있어 사실상 절반으로 줄어든다. 나향욱 전 정책기획관은 8월 23일 인사혁신처 중앙징계위원회의 결정에 불복하여 소청심사위원회에 소청심사를 청구했으나 10월 18일 기각되었고 12월 21일 교육부를 상대로 파면처분을 취소해 달라고 서울행정법원에 소송장을 제출했다.
한편, 나향욱 전 정책기획관은 경상남도 마산시(현 창원시)에서 태어나 행정고시 36회 합격 이후 이명박 정부에서 교육과학기술부 장관비서관, 대통령실 행정관으로 일했고 교육과학기술부 대학지원과장, 교직발전기획과장, 교육부 지방교육자치과장을 거쳐 2016년 3월 정책기획관으로 승진했으며, 개·돼지 발언은 영화 《내부자들》에서 등장하는 대사이다.

### 정책 번복과 혼선
교육부의 정책이 정권 및 장관이 교체될 때마다 혼선을 빚고 있다는 지적이 있으며, 일각에서는 설익은 정책을 발표하고 여론의 뭇매를 맞은 뒤 번복하는 행태가 "아마추어 같다"라고 평하기도 한다. 이에 대해 조흥순 중부대학교 교수는 교육 정책은 여러 사회 문제에 영향을 주게 된다며 "정부가 세워둔 교육 정책 등을 어떻게든 추진하려고 집착하기보다는 서로 다른 목소리를 충분히 수용한다는 개방적 자세로 임해야 혼란을 줄일 수 있을 것"이라고 조언했다.

## 같이 보기
- 교육부 장관
- 교육부 차관
- 국가교육위원회
- 대한민국학술원
- 대한민국의 교육청
- 교육공무원

### 내용주
1. 1 2  2024년 6월 24일까지 존속하는 한시조직.
2. ↑  2명을 두며 1명은 고위공무원단 나등급에 속하는 별정직공무원으로, 나머지 1명은 3급 또는 4급 상당 별정직공무원으로 보한다.
3. 1 2 3 4  개방형 직위.
4. ↑  한시정원 5명 포함.
5. ↑  한시정원 2명 포함.

### 참조주
1. 1 2  「교육부와 그 소속기관 직제」 별표 1·별표 4
2. 1 2  기획재정부. “열린재정 > 재정연구분석 > 재정분석통계 > 예산편성현황(총수입)”. 《열린재정》. 2022년 12월 31일에 확인함.
3. 1 2  기획재정부. “열린재정 > 재정연구분석 > 재정분석통계 > 세목 예산편성현황(총지출)”. 《열린재정》. 2022년 12월 31일에 확인함.
4. ↑  법률 제1호
5. ↑  법률 제4268호
6. ↑  법률 제6400호
7. ↑  법률 제8852호
8. ↑  법률 제11690호
9. ↑  조보희 (2013년 12월 23일). “교육부 세종청사 시대 선언”. 《연합뉴스》. 2017년 8월 4일에 확인함.
10. ↑  장은교 (2016년 7월 8일). “교육부 고위간부 "민중은 개·돼지…신분제 공고화해야"”. 《경향신문》. 2016년 8월 23일에 확인함.
11. ↑  정유미 (2016년 7월 11일). “"민중은 개·돼지"”. 《SBS》. 2016년 8월 23일에 확인함.
12. ↑  박영환 (2016년 7월 12일). “전 교육부 기획관의 "민중은 개돼지" 발언 미국에서도 화제”. 《경향신문》. 2016년 8월 23일에 확인함.
13. ↑  배문규 (2016년 7월 12일). “[속보]교육부, "민중은 개돼지" 나향욱 정책기획관 '파면' 결정”. 《경향신문》. 2016년 8월 23일에 확인함.
14. ↑  김철 (2016년 7월 15일). “'민중은 개·돼지' 발언에 대한 분노를 넘어”. 《공무원U신문》. 2016년 8월 23일에 확인함.
15. ↑  최예나 · 황태호 (2016년 7월 20일). “[단독] "민중은 개돼지" 발언 파문 나향욱 파면”. 《동아일보》. 2016년 8월 23일에 확인함.
16. ↑  정경화 (2016년 7월 19일). “나향욱 파면… "민중 개·돼지 발언은 영화 인용" 녹취록 공개”. 《조선일보》. 2016년 8월 23일에 확인함.
17. ↑  김민수 (2016년 7월 9일). “나향욱 "99% 민중은 개·돼지" 발언… 네티즌 '분노'”. 《노컷뉴스》. 2016년 8월 23일에 확인함.
18. ↑  이선필 (2016년 7월 12일). “'민중은 개돼지' 논란, <내부자들> 감독에게 물었다”. 《오마이뉴스》. 2016년 8월 23일에 확인함.
19. ↑  이현아 (2016년 7월 10일). “나향욱 "민중은 개 돼지" 영화 '내부자들' 어디에 나왔나”. 《한국일보》. 2016년 8월 23일에 확인함.
20. ↑  이도경 (2018년 1월 15일). “'설익은' 교육정책, 학생들은 피곤하다… '김상곤 교육부' 여론 뭇매”. 《국민일보》. 2018년 1월 16일에 확인함.
21. ↑  유대근 (2018년 1월 16일). “설익은 정책 추진→반발→유예… 반복되는 교육부의 '일방통행'”. 《서울신문》. 2018년 9월 3일에 원본 문서에서 보존된 문서. 2018년 1월 16일에 확인함.